# Пороблено в Україні
«Пороблено в Україні» — українське двомовне розважальне телешоу виробництва студії Квартал-95.

## Опис
Шоу — один з особливо вдалих проєктів «Студії Квартал-95». В шоу показано жартівливі версії гучних кліпів, відомих пісень, рекламних роликів тощо. До студії запрошують відомих людей, які мають відношення до майбутнього сюжету.
Розважальна програма почала виходити в ефірі каналу Інтер навесні 2010 року. Ведучими стали Володимир Зеленський та Валерій Жидков. Виходила програма протягом півтора року. Пізніше вона стала рубрикою у програмі «Вечірній Київ».

## Критика
У травні 2010 «Запорізький автомобілебудівний завод» подав скаргу щодо наклепу та образу через випуск програми, в якій була пародія на рекламу ЗАЗ Lanos, що містить стереотипи про цей автомобіль[неавторитетне джерело].